# Andalucía Acoge
Andalucía Acoge es una organización sin ánimo de lucro, apolítica y aconfesional, que tiene como objetivo la promoción de la interculturalidad y la integración de los inmigrantes en Andalucía. Tiene su sede central en Sevilla. Creada en 1991 para dar una respuesta más eficaz y global al entonces incipiente fenómeno de la inmigración, la organización está conformada por nueve asociaciones y 21 centros repartidos por toda Andalucía y Melilla. Cuenta con cerca de 500 voluntarios y unos 100 contratados que atienden a una media de 26 000 usuarios al año, de los que la gran mayoría están en situación administrativa irregular.
Las diferentes áreas de trabajo se agrupan en torno a dos líneas principales: la inserción social, con programas de acogida, vivienda, atención jurídica, educación, salud o mediación intercultural; y la denuncia y sensibilización a través de campañas, gabinete de comunicación, investigaciones y publicaciones, equipo jurídico o formación externa. 
La organización se ha hecho notar en la sociedad por su implicación en asuntos polémicos como el recurso presentado en 2003 contra el archivo de la causa penal por el incendio de los calabozos de la comisaría de Málaga, que causó siete muertos, sus críticas a la Ley de Extranjería de 2002, o la realización de la campaña Aquí vivo, aquí voto, en la que pidió el derecho al voto para los inmigrantes.
La organización es miembro de la Red Andaluza de Lucha Contra la Pobreza y la Exclusión Social y colabora con la Consejería de Educación de la Junta de Andalucía en tareas de educación intercultural dirigidas a promover la integración de los alumnos inmigrantes en el ámbito escolar y social. También forma parte de Migreurop, una red euroafricana formada por más de 40 asociaciones, autora de informes como CIE, Derechos Vulnerados, En los confines de Europa. La externalización de los controles migratorios y En las fronteras de Europa. Controles, confinamientos, expulsiones. 